# Bank of China

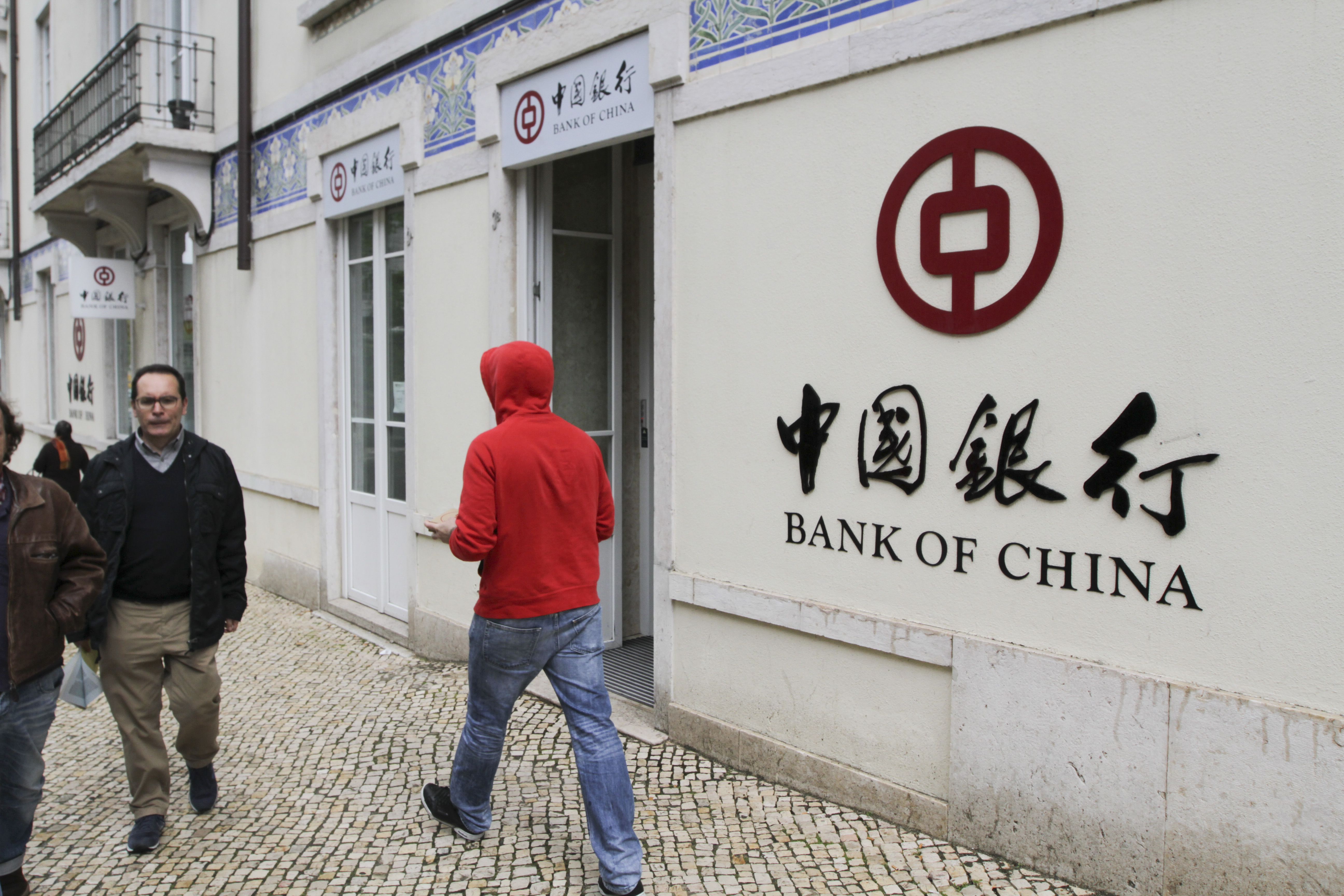
Bank of China em Portugal

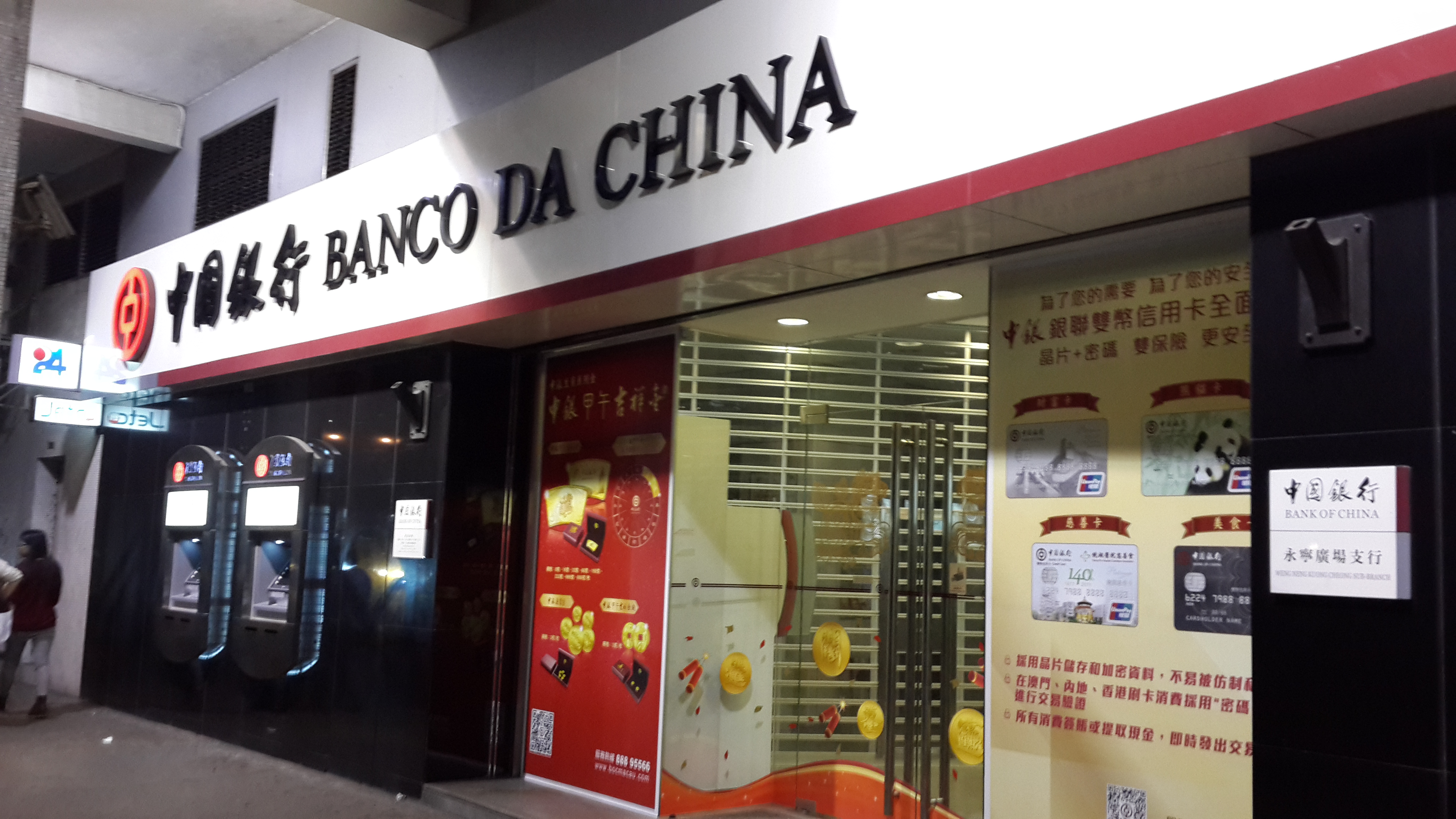
Banco da China em Macau

Banco Da China (Bank of China Limited; BOC) é um banco da República Popular da China. Foi fundada no dia 5 de fevereiro de 1912 pelo Governo da República da China, para substituir o Banco do Governo Imperial da China. É, portanto, o Banco mais velho da China. Desde a sua criação até 1942, emitiu notas em nome do Governo da República da China, juntamente com os quatro grandes bancos do período: o Banco Agrícola da China, o Banco Central da República da China e o Bank of Communications. Embora tenha funcionado incialmente como o banco central da China, em 1928, o Banco Central da China o substituiu nesse papel. Posteriormente, tornou-se um banco completamente comercial. Sua sede está no distrito de Xicheng, Beijing.
Em dezembro de 2010, o Banco da China em Nova York, começou a oferecer Renminbi para os norte-americanos. Este é o primeiro grande banco chinês a oferecer um produto desse tipo atualmente.

## História
Após a Guerra do Ópio, os bancos estrangeiros foram para a China e manipularam o mercado financeiro chinês por vários meios, como o monopólio das operações internacionais de câmbio, exportação de capital, empréstimos políticos, emissão de notas e gestão de créditos estrangeiros da China. Após a guerra sino-japonesa de 1894 a 1895, a situação financeira e fiscal da China se agravou com o ingresso de grande quantidade de capital estrangeiro. Nessa circunstância, alguns chineses ambiciosos de grandes idéias instaram a criar os próprios bancos da China defendendo "servir a China com moeda chinesa".
O Banco da China era anteriormente conhecido como o Banco do Tesouro, o primeiro banco estatal na China. Em 14 de março de 1903, 30 anos do reinado do imperador Guangxu na dinastia Qing, Yi Kuang (um ministro da dinastia Qing) dirigiu uma petição ao imperador para "abrir o Banco do Tesouro para promover moedas de prata". Depois de mais de um ano de preparação, o Banco do Tesouro, o primeiro banco nacional na história da China, foi estabelecido em Pequim em agosto de 1905. Em 1906, o Ministério Hu (Ministério das Finanças, Tributação e Assuntos Civis) foi renomeado como Ministério Duzhi Financiamento). E em fevereiro de 1908, o Treasure Bank foi rebatizado como Banco do Grande Qing com a função de banco central. Em 1911, o Bank of Great Qing havia montado 35 agências em cidades capitais e cidades portuárias da China, tornando-se o maior banco da dinastia Qing.
O Banco do Grande Qing foi um banco de ações conjuntas co-investido pelo governo Qing e empresários, e seu capital social total de 10 milhões de liang (uma unidade de peso) de dólares de prata foi igualmente contribuído pelo governo e os empresários. Após a eclosão da Revolução de 1911, o Banco do Grande Qing, agindo como banco central do governo Qing, fechou a maioria de seus ramos, exceto um em Xangai. Para preservar a equidade dos empresários, os acionistas do Banco do Grande Qing liderado por Xiang Zaoxin, Secretário Geral do banco, criou uma Associação de Acionistas em 05 de novembro de 1911 e fez um anúncio em 14 de novembro, afirmando: "Recebemos relatórios De agências em locais diferentes, que alguns governos militares locais consideravam o Banco do Grande Qing como sendo totalmente estatal e levavam itens-chave, como dólares de prata e certificados bancários, ou até mesmo funcionários do banco. É urgente e pedimos aos acionistas que se reúnam na sede da Hankou Road, em Xangai, no dia 18 de novembro, para discussão de contramedidas. Os principais participantes das atividades da Associação de Acionistas foram os acionistas do Banco do Grande Qing da Província de Zhejiang e Em 4 de dezembro de 1911, a Associação de Acionistas mudou seu nome como Associação de Acionistas Empresariais do Banco de Gr Comer Qing.
Em 1 de janeiro de 1912, o Governo Provisório da República da China foi fundado com a inauguração de Sun Yat-sen em Nanjing. Chen Jintao, Diretor Adjunto da Dinastia Qing do Banco do Grande Qing, foi nomeado por Wu Tingfang, Procurador-Geral do Governo Provisório, para assumir a posição de Ministro das Finanças do Governo Provisório. Naquela época, a criação de um banco central sob o novo governo tornou-se uma questão muito urgente. Como o Banco do Grande Qing era o banco nacional do governo Qing com força abundante, seria muito apropriado mudá-lo para o banco central para o novo governo. Assim como Chen Jintao afirmou em sua mensagem ao senado provisório que "É o método que pode satisfazer as exigências do governo e os acionistas para atender a necessidade urgente, reforçar a força nacional e financiar com os fundos existentes, confiando no banco." Então, Chen Jintao decidiu residir permanentemente no escritório de Hankou Road, em Xangai do Banco do Grande Qing para se preparar para esta questão. Com a ajuda da Associação dos Acionistas Empresariais do Banco do Grande Qing, Chen Jintao procedeu a transformar o Banco do Grande Qing no Banco da China como banco central do novo governo.
Depois de um planejamento e preparação adequados por parte dos acionistas empresariais do Banco do Grande Qing, a Associação dos Acionistas Comerciais do Banco do Grande Qing submeteu um relatório formal à Sun Yat-sen, recomendando a transformação do original Banco do Grande Qing no Bank of China e Banco central do governo. Eles também recomendaram "para encerrar negócios do Banco do Grande Qing para verificar, para cancelar as ações estatais originais de 5 milhões de dólares de prata para cobrir todas as perdas, bem como dívidas incobráveis por ramos do Banco do Grande Qing na guerra. Ao mesmo tempo, para organizar o Banco da China para assumir todos os imóveis e edifícios do Banco do Grande Qing. As acções existentes de 5 milhões de liang de dólares de prata do antigo Banco do Grande Qing será substituído em Valor nominal e considerado como a participação acionária correspondente do Banco da China, com ações adicionais de 5 milhões de liang de dólares de prata emitidos. "Nesse relatório, também foram propostas medidas concretas para a reforma do Bank of Great Qing: "Por um lado, será criada uma agência para o desembaraço do Bank of Great Qing e afiliada ao Bank of China com um sistema de contabilidade separado; A partir da data de aprovação pelo Ministério das Finanças, um Regulador e um Regulador Adjunto serão nomeados pelo Ministro das Finanças para tratar de todas as questões preparatórias com os representantes dos accionistas do Banco do Grande Qing."
Depois de analisar esse relatório, Sun Yat-sen prontamente instruiu Chen Jintao cara a cara: "Agora que o novo governo foi fundado, todos os direitos e interesses legais já adquiridos por empresários e pessoas do governo anterior serão autorizados a Quanto às aplicações relevantes, incluindo a transformação do Banco do Grande Qing no Banco da China, a emissão de adicional interesse comercial de 5 milhões de liang de dólares de prata, bem como a identificação do Banco da China como o banco central do novo governo, É decidido instruir o Ministério das Finanças para arrecadar fundos para reforçar a solidez financeira, e manter o regulador e regulador-adjunto responsável pelo Banco da China abrindo as matérias primeiro para garantir a criação atempada do banco. Além disso, para os livros de banco antigo ou novo e contas, por favor, respectivamente, telegrafar os governadores provinciais para a proteção eficaz e retorno dos itens originalmente de propriedade do banco, incluindo casas, aparelhos, livros e vouchers a estes ramos locais. Qualquer coisa que não entre em conflito com os princípios fundamentais deve ser aprovada."
Imediatamente, Chen Jintao, em nome do Ministério das Finanças, respondeu por escrito com as instruções acima presidencial à Associação dos Acionistas Empresariais do Banco do Grande Qing em 24 de janeiro de 1912 e, ao mesmo tempo, fez a nomeação de Wu Dingchang e Xue Songying respectivamente como Regulador e Regulador Adjunto. Em 28 de janeiro de 1912, a Associação dos Acionistas Comerciais do Banco do Grande Qing realizou Assembléia Geral de Acionistas, transmitindo as respectivas instruções. A reunião decidiu a constituição do Conselho Provisório do Banco da China/Conselho de Supervisores, composto pelos accionistas, encarregados de redigir os estatutos juntamente com o acima referido Regulador e Vice-Regulador, bem como assuntos de gestão.
Em 2 de fevereiro de 1912, o Banco do Grande Qing Shanghai Branch foi fechado para liquidação. Em 5 de fevereiro de 1912, o Banco da China comemorou sua fundação no No. 3, Hankou Road, Xangai, no local do antigo Banco do Grande Qing, e começou a operar. Em 14 de fevereiro de 1912, o Banco da China Nanjing Branch anunciou sua abertura na Galeria de Jóias em Nanjing; Em 1 de agosto de 1912, a sede do Banco da China foi estabelecida em Xijiaomin Lane, Pequim, também um local do antigo Banco do Grande Qing , enquanto o Banco da China de Xangai foi renomeado como Banco da China Shanghai Branch. Posteriormente, os ramos do Banco do Grande Qing em Tianjin, Hankou, Jinan, Hangzhou, Guangzhou, Nanchang e outros lugares, após a reestruturação, foram transformados em sucursais locais do Banco da China sucessivamente.
Com o nascimento da República da China, o Banco da China foi fundado. Com o desenvolvimento da indústria financeira moderna chinesa, a extraordinária jornada do Banco da China começou.
A Bank of China tem filiais em outros continentes fora da China continental, e opera em 27 países, incluindo Brasil,Austrália, Canadá, Reino Unido, Irlanda, França, Alemanha, Itália, Luxemburgo, Rússia, Hungria, Estados Unidos, Panamá, Japão, Coreia do Sul, Singapura, Taiwan, Filipinas, Vietnã, Malásia, Tailândia, Indonésia, Cazaquistão, Barém, Zâmbia, África do Sul e nas Ilhas Cayman.

## Governança Corporativa
O Banco segue estritamente as regras e regulamentos que regem os mercados de capitais e as indústrias relevantes, acompanha de perto as mudanças e tendências nas regulamentações internas e externas e aprimora continuamente suas capacidades de governança corporativa.
O Banco atribui grande importância à construção do seu sistema de governo societário. Continua a revisar e aperfeiçoar seus documentos normativos de governança corporativa com base nos requisitos regulatórios e no desenvolvimento real do Banco e atua em estrita conformidade com esses documentos. Os sistemas do Banco suportam de forma abrangente o funcionamento efetivo de sua governança corporativa.
O Banco promove de forma proativa práticas inovadoras de governança corporativa e garante que os acionistas minoritários sejam devidamente informados e possam participar e tomar decisões. As reuniões anuais de acionistas são realizadas em Pequim e Hong Kong por meio de videoconferência, permitindo que os acionistas de ambos os continentes chinês e Hong Kong para atender pessoalmente. Além disso, a votação on-line para A-Share Holders está disponível para garantir os direitos dos acionistas minoritários. O Banco melhora constantemente os mecanismos para o bom funcionamento do Conselho de Administração, a divulgação de informações e o envolvimento das partes interessadas. Isso apoia a tomada de decisões científicas e o trabalho construtivo do Conselho, promove a transparência do Banco e permite que o Banco cumpra suas responsabilidades com seus acionistas, clientes, funcionários e sociedade.
O Banco continua a aprimorar seu governo corporativo de forma próspera e exploratória. Em termos de governança em nível de grupo, o Conselho de Administração presta muita atenção aos controles internos e à gestão de riscos do Grupo, melhorando constantemente as capacidades globais de gestão de risco do Grupo e melhorando o nível de cumprimento do Grupo. Além disso, o Banco mantém-se a par das últimas teorias e práticas em governança corporativa nacional e internacional. Em constante busca de padrões mais elevados, o Banco realiza seu governo corporativo com referência às práticas avançadas das Instituições Financeiras Sistemicamente Importantes.